# Shoah (película)
Shoah (del hebreo שואה, "catástrofe") es un documental francés del realizador Claude Lanzmann, estrenado en 1985, y con una duración aproximada de diez horas. Los subtítulos y testimonios filmados se publicaron en un libro homónimo, traducido al castellano en 2003. 
El filme de Claude Lanzmann es un documental de historia oral, filmado a lo largo de cerca de diez años en diferentes continentes. Reúne testimonios, en primera persona, de víctimas, testigos y verdugos del exterminio de las comunidades judías durante la Segunda Guerra Mundial. Cada uno de los invitados a participar en el documental narra su vivencia personal de los sucesos relacionados con el Holocausto.
El formato de las intervenciones fue concebido por Lanzmann como una entrevista. El director interviene para evocar los recuerdos de cada invitado, en ocasiones preguntando por detalles técnicos (por ejemplo, sobre el número de vagones de cierto tren, o la capacidad de cierto horno crematorio), o por emociones y sentimientos, e incluso sobre detalles relativamente anodinos, pareciendo tener su papel una mera función fática (como, por ejemplo, cuando pregunta si había árboles en el gueto de Varsovia). Sin embargo, no es difícil interpretarlo como una falsa entrevista, en la que el director solamente pregunta u observa cuando el entrevistado no puede, o no quiere, seguir hablando. Es frecuente que los testigos se detengan a causa de un desmoronamiento psicológico. En esas ocasiones, Lanzmann insiste en el deber del invitado de seguir hablando.
Es importante subrayar, para destacar la peculiar naturaleza documental del filme, que la película no contiene imágenes de archivo ni banda musical. Toda la obra se estructura en entrevistas individuales o colectivas, en tiempo presente y en los más variados escenarios, o en visitas a los lugares donde ocurrieron los hechos tal y como se conservan en el momento de la grabación, estando presentes o no los testigos. El hecho de que no haya voz en off, salvo brevísimas intervenciones para aclarar lugares o hechos obviamente desconocidos para el espectador, recalca, por otro lado, que el filme se concibió bajo los planteamientos de la historia oral.
Los testimonios se recogieron en los siguientes idiomas: inglés, francés, alemán, italiano (empleados todos ellos directamente por Claude Lanzmann), yiddish, hebreo y polaco. La versión española no se editó doblada, sino subtitulada.

## Las entrevistas
Una de las originalidades del documental es que reúne, de manera entrelazada, testimonios de muy diversa índole. El complicado montaje del filme convierte una sucesión de monólogos en un debate donde cada entrevistado da su particular visión de unos mismos hechos (desde la máquina de tren que empujaba los vagones, desde los terrenos que circundan la vía, desde el interior de los vagones, desde el interior del campo...). Las personas entrevistadas (más de treinta) obedecen a las siguientes categorías:
- Víctimas, es decir, judíos que padecieron la persecución y sobrevivieron por una u otra causa; pueden intervenir a título individual o colectivo (como es el caso de la comunidad judía de Corfú).
- Victimarios, es decir, aquellos que participaron directamente en el exterminio; así, el documental recoge entre otros, el testimonio del SS Franz Suchomel, rodado con cámara oculta bajo la promesa (incumplida) de no ser revelada la identidad del entrevistado.
- Testigos, es decir, los que sin ser víctimas ni victimarios, resultaron, por diversas razones, ser conocedores, en una u otra medida, de lo que estaba ocurriendo; pueden ser entrevistados individualmente o en grupo (como ocurre con los campesinos que viven en torno al campo de Auschwitz, en polaco, Oświęcim).
- Expertos, es decir, personas que, sin estar directamente implicadas en los acontecimientos, los han estudiado; el único entrevistado que se enmarca en esta categoría es el historiador Raul Hilberg.
- Interesados, es decir, personas que no habiendo vivido los acontecimientos directamente se preguntan por lo sucedido (como es el caso de Hanna Zaidl).

## Testimonios
Las personas entrevistadas en el documental, a título individual, son las siguientes:
- Simon Srebnik: Uno de los dos únicos supervivientes del campo de exterminio de Chelmno. Contaba con trece años cuando ingresó, y se le asignaron diferentes tareas en el campo, entre ellas, cantar para los guardias del campo de exterminio. Dos días antes de la liberación del campo, fue dado por muerto por el guardia que le disparó en la cabeza para ejecutarlo. La bala no le tocó ningún centro vital y un médico militar del Ejército Rojo lo salvó. Se marchó a vivir a Israel. En el documental, a sus 46 años accede a volver a los vestigios de Chelmno y vuelve a cantar para la cámara y a hablar con los vecinos de las inmediaciones.
- Mordechaï Podchlebnik: El otro de los dos supervivientes del campo de Chelmno. Fue forzado a encargarse de vaciar las cámaras de gas. Tuvo que retirar él mismo los cuerpos de su mujer y sus hijos. Fue entonces que pidió que lo mataran allí mismo, pero los guardias le negaron el pedido aduciendo que todavía le quedaban fuerzas para trabajar.
- Motke Zaidl: Superviviente de Vilna, en Lituania. Vive en Israel en el momento de la entrevista.
- Hanna Zaidl: Hija del anterior, Motke.
- Jan Piwonski: Auxiliar ferroviario en Sobibor desde 1942. Relata la metodología de descargo de trenes en la llamada rampa.
- Itzhak Dugin: Superviviente de Vilna, en Lituania. Fue forzado a abrir fosas colectivas recientes, en donde reconoció los cadáveres de su madre, sus tres hermanas y los hijos de éstas. Analiza el vocabulario empleado por los guardianes para referirse a los cadáveres.
- Richard Glazar: Superviviente del Campo de exterminio de Treblinka. Es entrevistado en Suiza. Narra sus recuerdos de las llamas de las hogueras de cuerpos, a partir del momento en el que los nazis decidieron que no enterrarían a nadie más y quemarían todos los cadáveres, y el uso de los gases por parte de los nazis.
- Paula Biren: Superviviente polaca, no regresó nunca a ese país. Es entrevistada en Cincinnati, en Estados Unidos. Sus abuelos y sus padres murieron en el Gueto de Lodz.
- Pani Pietyra: Vecina de Auschwitz. Al momento del documental, vive en un departamento que pertenecía a judíos deportados, probablemente a Auschwitz.
- Pan Filipowicz: Vecino de Włodawa, cercanías de Sobibor. Confirma el alto porcentaje de judíos que vivían en la localidad, en la cual ya no queda ninguno.
- Pan Falborski: Vecino de Koło. Describe la deportación de los judíos al campo de Chelmno y los asesinatos en masa en Kalisz.
- Abraham Bomba: Superviviente del Campo de exterminio de Treblinka. Cuenta sobre las risas de las personas que veía desde las rendijas del vagón en su trayecto a Treblinka. Barbero de profesión (y entrevistado en cierto momento mientras corta el pelo a un cliente en Tel Aviv) describe el funcionamiento del campo de exterminio, en el cual fue forzado a cortar el pelo a los mujeres judías inmediatamente antes de ser llevadas a la cámara de gas. En esa misma  instancia, un compañero suyo vio pasar a su propia esposa y a su hermana.
- Czeslaw Borowi: Granjero de Treblinka que cuenta, entre risas, el significado del gesto que hacían él y otros polacos desde el borde de las vías a los judíos en los trenes, pasándose el dedo índice por el cuello, para avisar a los judíos de los trenes de su destino.
- Henrik Gawkowski: Maquinista ferroviario, encargado de dirigir trenes en el ramal del campo de exterminio de Treblinka. Cuenta cómo los nazis lo premiaban con alcohol para que se emborrachara y soportara el trabajo.
- Rudolf Vrba: Superviviente de Auschwitz, cuyo nombre en el momento del documental es Walter Rosenberg, y uno de los pocos que consiguieron fugarse del campo. Fue forzado a trabajar en la descarga de trenes en Auschwitz-Birkenau.
- Inge Deutschhkron: Judía alemana nacida en Berlín. Pudo evitar ser deportada. Cuenta los procedimientos de deportación de judíos y cuestiona a los berlineses que dijeron que no sabían lo que sucedía, explicando que durante 2 años deportaban 1 tren cada 15 días de judíos que no volvían.
- Franz Suchomel: SS Unterscharführer, guardia del campo de Treblinka, grabado con cámara oculta bajo promesa (incumplida por el director) de no ser revelada su identidad; Suchomel ofrece explicaciones técnicas muy detalladas del proceso de exterminio.
- Filip Müller: Judío checoslovaco, superviviente de las cinco liquidaciones del Sonderkommando de Auschwitz. Tenía 20 años cuando ingresó a Auschwitz. Describe el funcionamiento de las cámaras de gas y los crematorios.
- Joseph Oberhauser: Asistente del comandante del campo de Belzec, su nombre es mencionado por Franz Suchomel. Lanzmann lo localiza en una cervecería de Múnich, donde se niega a ser entrevistado.
- Anton Spiess: Abogado de la acusación en los juicios de Frankfurt de 1960 sobre el campo de Treblinka.
- Raul Hilberg: Historiador, analiza el fenómeno de la persecución contra los judíos desde sus orígenes, examina algunos documentos relativos a la administración ferroviaria y hace observaciones sobre el diario de Adam Czerniaków.
- Franz Schaliing: Alemán, grabado con cámara oculta bajo promesa (incumplida por el director) de no ser revelada su identidad, analiza el proceso de exterminio del campo de Chelmno.
- Martha Michelsohn: Esposa de un maestro de escuela nazi, vivió en los alrededores del campo de Chelmno.
- Moshe Mordo: Superviviente de Auschwitz. Sus 4 hijos, su esposa y su padre fueron asesinados en las cámaras de gas en Birkenau.
- Armando Aaron: Presidente de la judería de Corfú, es entrevistado junto con otros judíos de esa misma localidad; de los 1700 judíos de Corfú, solamente sobrevivieron 122.
- Walter Stier: Funcionario alemán, exmiembro del partido nazi, jefe de la oficina de administración de los ferrocarriles del Reich. Explica el significado de la expresión “tren especial”, junto a otros detalles de la planificación de los trenes con deportados.
- Ruth Elias: Judía checa, superviviente de Auschwitz. Recuerda su llegada al campo de exterminio, deportada desde el Gueto de Theresienstadt.
- Jan Karski: Enlace de la resistencia polaca con el gobierno en el exilio. Es entrevistado en Nueva York. Le fue mostrado el Gueto de Varsovia y le fue encomendada la tarea de avisar a las potencias aliadas de lo que estaba sucediendo en el centro de Europa. Fue correo del gobierno polaco en el exilio en Londres.
- Franz Grassler: Administrador alemán del Gueto de Varsovia. Trabajó como adjunto de Heinz Auerswald, comisario nazi del Gueto. Expone los objetivos de la creación del Gueto y los contactos que tuvo con los representatantes de la comunidad judía, principalmente con Adam Czerniaków.
- Gertude Schneider (nacida como Guertrude Hirschhorn): Superviviente del Gueto de Riga.
- Icchak Cukierman (Itzhak Zuckermann, alias "Antek"): Superviviente del Gueto de Varsovia. Fue Comandante adjunto de la Organización Judía de Combate durante el Levantamiento del gueto de Varsovia.
- Simcha Rotem (alias "Kajik"): Superviviente del Gueto de Varsovia. Fue miembro de la Organización Judía de Combate. Narra su expedición extramuros, a través del alcantarillado de la ciudad, para contactar a Zuckermann, y sucesos relacionados al Levantamiento del gueto de Varsovia.
- Se entrevista también a campesinos de las cercanías de Treblinka, a varios habitantes de Grabów, a vecinos de Chelmno frente a una iglesia, interrogatorio durante el cual un habitante, el Sr. Kantarowski, cuenta la historia de un suceso acaecido con un rabino que se dirigió a los judíos para explicarles la teoría de la expiación (según la cual el pueblo judío estaría pagando por el asesinato del inocente Jesucristo) para justificar su asesinato a manos de los nazis y solicitándoles igualmente la aceptación de su destino con pleno sometimiento; el mismo habitante no aclara si compartía dicha teoría o no, pero a continuación una señora de avanzada edad recita algunos versos de la Biblia para confirmar la autenticidad (y, probablemente, su creencia en la misma).

## Observaciones
De Claude Lanzmann: “Presento aquí al lector el texto íntegro –palabras y subtítulos– de mi película, Shoah. En la pantalla, los subtítulos son lo inesencial. Reunirlos, sin embargo, en un libro, registrar, página a página, esta sucesión de instantes puros que mantienen en la película la escansión impuesta por el orden fílmico, les obliga a pasar, sin embargo, de lo inesencial a lo esencial; les confiere, de golpe, un estatus diferente, una distinta dignidad y algo así como un sello de eternidad. Tienen que existir solos, defenderse solos, sin ninguna indicación de puesta en escena, sin una imagen, sin un rostro, sin un paisaje, sin una lágrima, sin un silencio, sin las nueve horas y media de cine que constituyen Shoah. Incrédulo, leo y releo este texto exangüe y desnudo. Una extraña fuerza lo recorre de una a otra parte; él resiste, vive de su propia vida. Es la escritura del desastre y, para mí, esto es otro misterio… Durante la larguísima preparación del film me invadió la sensación de vivir entre muertos. El reino de la muerte había triunfado. Cuando encontraba a algún testigo vivo, tenía la sensación de exhumarlo… Shoah es un film sobre el último instante, sobre la radicalidad de la muerte en las cámaras de gas, sobre los únicos testigos de la aniquilación de todo un pueblo.. Casi nunca dicen yo, dicen nosotros. Nadie cuenta por qué combinación extraordinaria de coraje, audacia o suerte consiguió sobrevivir, o cómo ha sido su vida después. Eso no tiene importancia. Ni lo pregunté. Sobrevivir es lo anecdótico, es lo que contó Steven Spielberg en su película.”
Simone de Beauvoir: “No resulta fácil hablar de Shoah. La película tiene magia y la magia no se puede explicar. Después de la guerra, hemos leído gran cantidad de testimonios sobre los guetos y sobre los campos de exterminio; hemos quedado conmocionados. Pero, al ver ahora la extraordinaria película de Claude Lanzmann, caemos realmente en la cuenta de que no sabíamos nada. A pesar de todos nuestros conocimientos, la experiencia, con todo su espanto, permanecía a considerable distancia de nosotros. Por primera vez, podemos vivirla dentro de nuestra cabeza, en nuestro corazón, en nuestra carne. Se convierte en algo nuestro. Ni mera ficción, ni estricto documento, Shoah logra esta recreación del pasado con una impresionante economía de medios: lugares, voces, rostros. El gran arte de Claude Lanzmann consiste en hacer hablar a los lugares, resucitarlos a través de las voces y, más allá de las palabras, expresar lo indecible mediante los rostros. El montaje de Claude Lanzmann no obedece a un orden cronológico; yo diría —si se puede emplear esta palabra a propósito de esto— que es una construcción poética. Nunca jamás hubiera podido imaginar semejante alianza entre el horror y la belleza. Desde luego, la segunda no es capaz de ocultar al primero, no se trata de esteticismo: al contrario, ella la ilumina con tal inventiva y con tal rigor, que podemos darnos cuenta de que estamos contemplando una gran obra. Una obra maestra en estado puro.”

## Reconocimientos
En mayo de 2023 fue inscrita en el Registro de la Memoria del Mundo de la Unesco. Se encuentran comprendidos el negativo de 35 mm del documental y las 200 horas de grabaciones de audio de los testimonios por ser considerado una importante obra educativa que aporta información histórica rigurosa y la arraiga en la memoria del espectador.